# FileMaker
FileMaker（ファイルメーカー）は、Claris International Inc.（旧 FileMaker, Inc.）が開発しているクロスプラットフォームのローコード開発プラットフォームである。最新版は2024。
当初はカード型であったが、バージョンアップ毎に様々な機能を追加してきた。
FileMaker Proとなった後に大きなものでは、3.0にて関係データベース機能、4.0ではプラグイン機能及びWeb公開機能、7.0では多テーブル構造を取り入れファイル形式を変更し、データベースのキャパシティーが増大した。現バージョンではカード型の平易さを残したまま、かなりの規模のデータベースを構築できる。また、簡易DTP機能を備えており、ページデザインの自由度もデータベースソフトとしては高い。
日本語版はバージョン6までがカタカナ表記、バージョン7以降は英字表記が正式となる。

## 製品と概要

### FileMaker Pro
ユーザ独自のビジネスアプリケーション（クラリス社では"カスタム App"と呼称）の作成、変更、利用、共有ができるデスクトップソフトウエア（Mac/Windows）。以下FMPと記す。FMP11より、「FileMaker グラフ」(垂直棒グラフ、水平棒グラフ、面グラフ、線グラフ、円グラフなどを作成できるグラフ機能)、「クイックレポート」(スプレッドシートのような形式でレポートが作成できる機能)「スナップショットリンク」(ある時点での特定の対象レコードを保存し情報共有可能な機能)が追加された。2018年5月16日に発売された FileMaker 17 を以て FileMaker Proは FileMaker Pro Advanced に統合されたため、FileMaker Pro 16 にて販売を終了したが、FileMaker Pro 17 Advanced 、FileMaker Pro 18 Advanced リリース後、2020年5月21日 Claris FileMaker Pro 19 として発売。Advanced の機能は継続し名称は削除された。

### FileMaker Server
FMPで作成したデータベースをLANネットワークへ公開し、共有する事に特化したサーバーソフトウエア。バックアップ機能等がある。単体ではデータベースの参照・作成は出来ない。使用方法は、FileMaker Server (FMS) をサーバマシンにインストールしてデータベースを公開し、クライアントマシンにインストールしたFMPからネットワーク越しにFMSで公開されたデータベースにアクセスする。なおバージョン9からはPHPおよびXSLTを利用したカスタムWeb公開も、通常版FileMaker Serverで可能となった。バージョン11のときに発売されたFileMaker Go（iOSアプリ）により、データベースソリューションにiOSデバイスからアクセスすることが可能となった。パッケージ製品の販売はバージョン12にて終了。以後ボリュームライセンスのみとなる。バージョン13から搭載されたFileMaker WebDirectにより、データベースソリューションにWebブラウザからアクセスすることが可能となった。

### FileMaker Go
iPhone / iPod touchやiPad用のユニバーサルアプリ。機能制限はあるが、FMPで作成したデータベースを使用できる。開発機能は無い。2010年7月発売（当初は有償だったがバージョン12から無償）。
データベース共有（FileMaker CloudかFileMaker Server、FileMaker Pro/Advancedでアクセス権を設定）されたデータベースソリューションに、Wi-Fiまたは携帯電話回線経由でアクセスする。または、データベースファイルをiTunesのファイル共有でデバイスにコピーしてオフラインでの使用も可能。
主な機能として、iPad や iPhone でデータを収集、編集、検索、ソートすることができ、AirPrint を使って、レポートや帳票の印刷も可能。署名のキャプチャ(iPad または iPhone 上で紙のフォームに署名するようにドキュメントに署名してカスタム App に追加)、バーコードスキャナ、センサーのサポート（ iPad または iPhone デバイスの iOS センサーから位置、傾き、速度、加速度、回転速度、磁気、気圧、およびバッテリーの充電レベルなどの情報を収集）。2020年5月リリースされた Claris FileMaker Go 19では、Siri ショートカットのサポート、Core ML (機械学習) モデルをロードして使用、NFC (近距離無線通信) タグをスキャンできる。

### FileMaker Cloud
- 日本では2020年5月21日のFileMaker 19 リリースと同時に、東京リージョンでサービス開始。リリースバージョンは Cloud2.19。
- FileMaker Cloud for AWS の後継バージョンとしてリリースされ、クラリス社が一括して管理するサービス。
- ライセンス費用, AWS EC2, EBS, S3, Data転送, SSL 費用など全てを含めたオールインワンのプラットフォーム統合形で提供されている。
- FileMaker Cloud では、ClarisIDが提供され、ユーザ認証にOAuth標準トークンを使用、オプションの多要素認証が使用可能となっている。
- FileMaker Cloud は、ClarisID ユーザ単位での課金となり、BYOL・同時接続ライセンス・サイトライセンスでの提供はされていない。
- FileMaker Cloud インスタンスのスペックはユーザ数に応じて自動的に設定される (最小はt3a.large)が、追加料金を支払うことによりインスタンススペックを高くしたり、データストレージ、Data API の追加等ができる。
- 2021年12月15日 Claris FileMaker Cloud が、SOC（System and Organization Controls）2® Type 2 取得と Appleによる ISO/IEC 27001 および ISO/IEC 27018 取得を発表。(https://support.apple.com/ja-jp/guide/certifications/apc34d2c0468b/1/web/1.0)

### Claris Connect
- 2019年にイタリアの  Stamplay社を買収し、ClarisConnectとして 2020年3月リリース。データの統合・連携を可能とするクラウドベースのサービスで、Twitter、Slack、Dropbox、Box、Twilio など、世界中で広く使用されているエンタープライズ App を含む 50 種類近くのコネクタを利用でき、FileMakerとも連携できるが、FileMakerと関係なく動作する。
- 2020年5月21日. 日本国内での FileMaker 19リリース公開に合わせて、日本製サービスのコネクタとして弁護士ドットコム株式会社のクラウドサインと、Chatwork株式会社（現 株式会社kubell）のChatworkが新たに追加された。
- 2020年11月4日. 株式会社SmartHRが提供するクラウド人事労務ソフト「SmartHR」と 株式会社ヴァル研究所が運営する経路検索・運賃計算 API 「駅すぱあとWebサービス」 のコネクタが追加された。
- 2021年7月26日. 株式会社 メディア4u が運営する法人向け SMS送信サービス「メディアSMS」との連携用コネクタが追加された。
- 2021年11月10日. 株式会社ナビタイムジャパン が運営する、ルート検索や地図表示などの機能を API で提供する法人向けサービス 「NAVITIME API」 との連携用コネクタが追加された。
- 2021年12月15日 Claris Connect が、SOC（System and Organization Controls）2® Type 2 取得と Appleによる ISO/IEC 27001 および ISO/IEC 27018 取得を発表。
- 2023年11月1日. 改正電子帳簿保存法に対応し、サイバートラスト株式会社が運営するトラストサービス「iTrustリモート署名サービス」のタイムスタンプ機能に対応した API 連携用コネクタが追加された。

## 販売終了製品

### FileMaker Cloud for AWS
- 日本では2017年7月から東京リージョンでサービス開始。2022年1月1日サポート終了。
- アマゾンウェブサービス（Amazon Web Services）を使用して、クラウド上にFileMaker Pro Advancedで作成したユーザ独自のデータベースソリューション（クラリス社では"カスタム App"と呼称）を共有できるクラウドサービス。FileMaker Pro、FileMaker Go、および FileMaker WebDirect のいずれもクライアントとしてアクセス可能。
- AWS Marketplaceを通じて利用人数（ユーザ数）分のFileMakerソフトウェアごと購入する方法と、クラリス社からソフトウェアライセンスを購入し、BYOL（Bring Your Own License）でFileMaker Cloudに持ち込んで稼働させる方法がある。
- オンプレミスのFileMaker Serverと比較した場合のメリットは、サーバーマシン用のHD/OSの調達コストや管理コストが不要、時間単位課金を選択可能、スケーラビリティの拡張や縮小が容易、など。デメリットはESSアダプタやカスタムWeb公開がサポートされないこと。
- FileMaker Cloud for AWSは、ユーザがAWSアカウントを所有し、EC2・EBS/S3・データ転送などはAWSから別請求となっている。このため、インスタンスの停止・開始のほか、ユーザライセンス・同時接続ライセンス・サイトライセンスのBYOLライセンスで稼働可能。
- FileMaker Cloud for AWS は、リリースバージョンとして、Cloud1.15,  Cloud1.16, Cloud1.17, Cloud1.18 がリリースされ、1.18が最終バージョンとなる。

### FileMaker Pro Advanced
FMPと同様の機能を有し、さらに開発専用ツールやセキュリティ（AES256ビット暗号化）を付加した上位版。ユーザが FileMaker Pro を持っていなくても使える、スタンドアロン型ランタイムソリューションを作成できるほか、計算式の使い廻しが容易となるカスタム関数が作成できる（FMPでも使用可能）。スクリプトデバッガを用いてステップごとにスクリプトを確認することにより、問題のある箇所を特定できるようになった。バージョン7までの名称はFileMaker Developer。FileMaker 17 および FileMaker 18 は Windows Mac OSにインストールできるクライアントソフトとして FileMaker Pro Advanced のみとなる。2020年5月21日 Claris FileMaker Pro 19 として Advanced 機能が搭載されてリリースされ、Advanced の名称は削除された。 FileMaker ランタイムソリューションの作成機能は FileMaker Pro 18 Advanced を以て廃止された。

### FileMaker Server Advanced
FileMaker Serverの上位バージョンにあたる製品。FileMaker Serverの機能に加えてODBC/JDBCデータソースとなる機能と、インスタントWeb公開機能を備えた。同時接続できる FileMaker Pro クライアント数の制限が無くなり(ただし、使用するハードウェアとオペレーティングシステムによって制限あり)、同時接続250ユーザまで可能となった。Server／Server Advanced間の差違が、バージョン8までとは異なっている。バージョン13でFileMaker Serverと統合され、販売終了した。

### FileMaker Mobile
Palm や Pocket PCとFMPで作成したデータベースを連動させるソフトウエア。FMPと併用する。2001年にバージョン1が登場（当時はPalmのみ対応）。バージョン2.1でPocket PCに対応した。
バージョン7よりFMPとナンバーが統一されるも、バージョン8版をもって開発終了となり、販売・サポートは終了した。

### ファイルメーカー Mobile for i-mode
ファイルメーカーProで作成したデータベースから、iモード対応サイトを作るサーバソフトウェア。2002年3月に日本のみで発売された。2005年9月に出荷終了。

## 主な機能
FileMaker Data API
FMS 16から追加された機能。FMS 17では API フォーマットがさらに標準化され、より簡単に作業できるようになった。FileMaker Data API は、共有データベースのデータに Web サービスからアクセスできるようにするアプリケーションプログラミングインターフェース (API) で、REST (Representational State Transfer) アーキテクチャを使用しており、FileMaker Data API は REST API である。この REST API を使用して FileMaker のデータを他のアプリケーションや Web サービスに接続することができる。

### FileMaker WebDirect機能
FMS 13から追加された機能。多少の制限はあるが、FileMaker Pro/FileMaker Pro Advancedで作成したデータベースの画面そのものを、Webブラウザで表示し、CGIやSQLを使わずにデータの入力、検索などが出来る。使用するには、FileMaker Serverだけでなく「ユーザ接続ライセンス」または「同時接続ライセンス」の購入が必要。
カスタムWeb公開機能
FileMaker Server/FileMaker Server Advancedを利用して、PHP/XSLTを使ったWebページと連携する機能。
ランタイム生成機能
FileMaker Pro Advancedのみの機能。作成したデータベースをアプリケーション化し、FileMakerがインストールされていない環境でも利用可能にする。Mac用アプリ生成にはMac版FileMakerが、Windows版生成にはWindows版FileMakerが必要だが、FileMaker 8.5以降では「1ユーザが同時使用しない限り、2台のマシンへのインストールが可能」というライセンス形態となったため、1ライセンスで両バージョンの生成ができる。FileMaker18Advancedが最終供給となる。
FileMaker グラフ
FMP 11から追加された機能。垂直棒グラフ、水平棒グラフ、面グラフ、線グラフ、円グラフという5種類の形式でグラフを作成することが可能。
クイックレポート機能
FMP 11から追加された機能。スプレッドシートのような形式でレポートを作成することができる。

#### iOS App SDK (ソフトウェア開発キット)
FileMaker で作成したカスタム App を iOS アプリに変換するツールキット。プッシュ通知、HealthKit、HomeKit、および Apple Pay などの iOS テクノロジーに接続する iOS アプリを作成できる。経験豊富な FileMaker 開発者向けで、FileMaker Developer Subscription (年間サブスクリプション) 購入者の特典。

## バージョン履歴
バージョンアップ時には、ファイルの互換性を保った形とそうでない物があり、互換性の無いバージョンアップの際には、使用する拡張子を変更している。
バージョンと拡張子は以下の通りである。
- .fmp = 2
- .fp3 = 3
- .fmj = 3 / 4.0 / 4.1（日本語版）
- .fp4 = 4
- .fp5 = 5 / 5.5 / 6
- .fp7 = 7 / 8 / 8.5 / 9 / 10 / 11
- .fmp12 = 12 / 13 / 14 / 15 / 16 / 17 / 18 / 19 / 20 / 21

| 年   | 月 | バージョン                                          | 開発元                    | 備考 |
| ---- | -- | --------------------------------------------------- | ------------------------- | --- |
| 1985 | 4  | FileMaker, v1.0                                     | Forethought Inc.          | |
| 1986 | 10 | FileMaker Plus, v2.1                                | Forethought Inc.          | |
| 1988 | 7  | FileMaker 4, v4                                     | Nashoba Systems           | |
| 1988 | 8  | FileMaker II, v 1.0                                 | Claris Corporation        | |
| 1989 | 4  | FileMaker II, v 1.0 （日本語版）                    | Claris Corporation        | |
| 1989 | 7  | FileMaker II, version 1.1v2                         | Claris Corporation        | |
| 1990 | 10 | FileMaker Pro 1.0v1                                 | Claris Corporation        | |
| 1991 | 3  | FileMaker Pro 1.0v2                                 | Claris Corporation        | |
| 1992 | 3  | FileMaker Pro 1.0v3                                 | Claris Corporation        | |
| 1992 | 9  | FileMaker Pro 2.0v1                                 | Claris Corporation        | Windows対応 |
| 1992 | 10 | FileMaker Pro 2.0v2                                 | Claris Corporation        | |
| 1993 | 3  | FileMaker Pro 2.0v3                                 | Claris Corporation        | |
| 1993 | 4  | FileMaker Pro 2.0v4                                 | Claris Corporation        | |
| 1993 | 8  | FileMaker Pro 2.1v1                                 | Claris Corporation        | |
| 1994 | 2  | FileMaker Pro 2.1v2                                 | Claris Corporation        | |
| 1994 | 7  | FileMaker Pro 2.1v3/SDK 2.1                         | Claris Corporation        | |
| 1994 | 7  | FileMaker Pro Server 2.0v                           | Claris Corporation        | |
| 1994 | 7  | FileMaker Pro SDK 2.1v1                             | Claris Corporation        | |
| 1995 | 3  | FileMaker Pro Server 2.1v1                          | Claris Corporation        | |
| 1995 | 10 | FileMaker Pro 3.0v1                                 | Claris Corporation        | TCP/IPネットワーク、関係データベース機能追加 |
| 1996 | 1  | FileMaker Pro Server 3.0v1                          | Claris Corporation        | |
| 1996 | 1  | FileMaker Pro 3.0v2                                 | Claris Corporation        | |
| 1996 | 6  | FileMaker Pro 3.0v3                                 | Claris Corporation        | |
| 1996 | 6  | FileMaker Pro 3.0v4                                 | Claris Corporation        | |
| 1996 | 6  | FileMaker Pro SDK 3.0v1                             | Claris Corporation        | |
| 1997 | 9  | FileMaker Pro 4.0v1                                 | Claris Corporation        | |
| 1999 | 6  | FileMaker Pro 4.1v2                                 | FileMaker, Inc.           | プラグイン機能、Web公開機能追加 |
| 1999 | 9  | FileMaker Pro 5.0v1                                 | FileMaker, Inc.           | |
| 1999 | 11 | FileMaker Server 5.0v1                              | FileMaker, Inc.           | |
| 2001 | 3  | ファイルメーカー Mobile                             | FileMaker, Inc.           | |
| 2001 | 5  | FileMaker Pro 5.5v1                                 | FileMaker, Inc.           | |
| 2001 | 7  | FileMaker Server 5.5v1                              | FileMaker, Inc.           | |
| 2002 | 3  | ファイルメーカー Mobile for i-mode                  | FileMaker, Inc.           | 日本のみでの発売 |
| 2002 | 5  | ファイルメーカー Mobile 2                           | FileMaker, Inc.           | |
| 2002 | 9  | FileMaker Pro 6.0v1                                 | FileMaker, Inc.           | |
| 2002 | 12 | ファイルメーカー Mobile 2.1                         | FileMaker, Inc.           | |
| 2004 | 3  | FileMaker Pro 7.0v1                                 | FileMaker, Inc.           | |
| 2004 | 5  | FileMaker Server 7.0v1                              | FileMaker, Inc.           | |
| 2004 | 5  | FileMaker Pro 7.0v2                                 | FileMaker, Inc.           | |
| 2004 | 6  | FileMaker Mobile 7                                  | FileMaker, Inc.           | |
| 2004 | 9  | FileMaker Server 7.0v2                              | FileMaker, Inc.           | |
| 2004 | 10 | FileMaker Pro 7.0v3                                 | FileMaker, Inc.           | |
| 2005 | 5  | FileMaker Mobile 7v1                                | FileMaker, Inc.           | |
| 2005 | 8  | FileMaker Pro 8.0v1                                 | FileMaker, Inc.           | |
| 2005 | 8  | FileMaker Pro Advanced 8.0v1                        | FileMaker, Inc.           | |
| 2005 | 9  | FileMaker Server 8.0v1                              | FileMaker, Inc.           | |
| 2005 | 12 | FileMaker Pro 8.0v2                                 | FileMaker, Inc.           | |
| 2005 | 12 | FileMaker Pro Advanced 8.0v2                        | FileMaker, Inc.           | |
| 2006 | 1  | FileMaker Server Advanced 8.0v1                     | FileMaker, Inc.           | |
| 2006 | 1  | FileMaker Mobile 8                                  | FileMaker, Inc.           | |
| 2006 | 4  | FileMaker Pro 8.0v3                                 | FileMaker, Inc.           | |
| 2006 | 4  | FileMaker Pro Advanced 8.0v3                        | FileMaker, Inc.           | |
| 2006 | 4  | FileMaker Server 8.0v3                              | FileMaker, Inc.           | |
| 2006 | 4  | FileMaker Server Advanced 8.0v3                     | FileMaker, Inc.           | |
| 2006 | 8  | FileMaker Server 8.0v4                              | FileMaker, Inc.           | |
| 2006 | 8  | FileMaker Server 8.0v4 Advanced                     | FileMaker, Inc.           | |
| 2006 | 9  | FileMaker Pro 8.5                                   | FileMaker, Inc.           | |
| 2006 | 9  | FileMaker Pro 8.5 Advanced                          | FileMaker, Inc.           | |
| 2007 | 3  | FileMaker Pro 8.5v2                                 | FileMaker, Inc.           | |
| 2007 | 3  | FileMaker Pro 8.5v2 Advanced                        | FileMaker, Inc.           | |
| 2007 | 9  | FileMaker Pro 9                                     | FileMaker, Inc.           | 外部 SQL データソースとの接続 条件付き書式 メール送信 スクリプトのグループ化 リンク送信データベース共有機能 自動サイズ変更 PDF に追加 |
| 2007 | 9  | FileMaker Pro 9 Advanced                            | FileMaker, Inc.           | 外部 SQL データソースとの接続 条件付き書式 メール送信 スクリプトのグループ化 リンク送信データベース共有機能 自動サイズ変更 PDF に追加 |
| 2007 | 9  | FileMaker Server 9                                  | FileMaker, Inc.           | 外部 SQL データソースとの接続 条件付き書式 メール送信 スクリプトのグループ化 リンク送信データベース共有機能 自動サイズ変更 PDF に追加 |
| 2007 | 9  | FileMaker Server 9 Advanced                         | FileMaker, Inc.           | 外部 SQL データソースとの接続 条件付き書式 メール送信 スクリプトのグループ化 リンク送信データベース共有機能 自動サイズ変更 PDF に追加 |
| 2009 | 1  | FileMaker Pro 10, Pro 10 Advanced                   | FileMaker, Inc.           | ステータスツールバー スクリプトトリガ ダイナミックレポート機能 検索条件の保存 SMTP 経由のメール送信、挿入時のタブ順設定 IPv6 のサポート ポップアップヘルプ |
| 2009 | 1  | FileMaker Server 10, Server 10 Advanced             | FileMaker, Inc.           | ステータスツールバー スクリプトトリガ ダイナミックレポート機能 検索条件の保存 SMTP 経由のメール送信、挿入時のタブ順設定 IPv6 のサポート ポップアップヘルプ |
| 2010 | 4  | FileMaker Pro 11, Pro 11 Advanced                   | FileMaker, Inc.           | FileMaker グラフ クイックレポート 定期的なインポート スナップショットリンク クイック検索 レイアウトフォルダ ポータルフィルタリング 外部ファイルの保護 検索条件とマージフィールドに変数の使用 fp7 最後のバージョン |
| 2010 | 4  | FileMaker Server 11, Server 11 Advanced             | FileMaker, Inc.           | FileMaker グラフ クイックレポート 定期的なインポート スナップショットリンク クイック検索 レイアウトフォルダ ポータルフィルタリング 外部ファイルの保護 検索条件とマージフィールドに変数の使用 fp7 最後のバージョン |
| 2010 | 7  | FileMaker Go                                        | FileMaker, Inc.           | FileMaker Go 11 リリース（有償） |
| 2012 | 4  | FileMaker Pro 12, Pro 12 Advanced                   | FileMaker, Inc.           | 拡張子変更(fmp12) iOS デザイン&開発ツール クイックグラフ ウインドウスタイルの定義 [URL から挿入]スクリプトステップ Execute SQL 関数 ESS との統合強化 64bit 対応。 IWP(インスタントウェブ)最終提供バージョン。 |
| 2012 | 4  | FileMaker Server 12, Server 12 Advanced             | FileMaker, Inc.           | 拡張子変更(fmp12) iOS デザイン&開発ツール クイックグラフ ウインドウスタイルの定義 [URL から挿入]スクリプトステップ Execute SQL 関数 ESS との統合強化 64bit 対応。 IWP(インスタントウェブ)最終提供バージョン。 |
| 2012 | 4  | FileMaker Go 12 for iPad, for iPhone                | FileMaker, Inc.           | FileMaker Go 無償化。 |
| 2013 | 12 | FileMaker Pro 13, Pro 13 Advanced                   | FileMaker, Inc.           | カスタムテーマ スタイル インスペクタの属性 フィールドピッカー データベースのAES256bit暗号化 スライドコントロール / ポップオーバー オブジェクトの表示 / 非表示を操作 計算式を用いるタブコントロールのタイトルとダイアログボタンのタイトル FileMaker WebDirect(IWPを廃止) [サーバー上のスクリプト実行] スクリプトステップ |
| 2015 | 5  | FileMaker Pro 14, Pro 14 Advanced, Go 14, Server 14 | FileMaker, Inc.           | スクリプトワークスペース 起動センター ボタンアイコン スタンバイサーバー WebDirectのタブレットブラウザ対応 |
| 2016 | 5  | FileMaker Pro 15, Pro 15 Advanced, Go 15, Server 15 | FileMaker, Inc.           | iBeacon対応 Touch ID/3D Touch/App Extensions対応 WebDirectのスマートフォンブラウザ対応 基本のStarter Solution マスク付き編集ボックス ESSアダプタ |
| 2017 | 5  | FileMaker Pro 16, Pro 16 Advanced, Go 16, Server 16 | FileMaker, Inc.           | レイアウトオブジェクトウインドウ カード Windows OS 上での新しい FileMaker Pro インターフェース 値一覧のコピーと貼り付け FileMaker データソース参照内の変数 cURL オプションの機能強化 JSON 関数 外部スクリプトステップ クリック可能なセキュリティロックアイコン OAuth 2.0 によるアカウントをサポート フィールドレベルでのテキストの暗号化 |
| 2018 | 5  | FileMaker Pro 17 Advanced, Go 17, Server 17         | FileMaker, Inc.           | iOSセンサー情報収集 Goが実行されていない環境でのローカル通知 アカウントのロックアウト 電子メールへの複数ファイルの添付 ボリュームライセンス販売形態をデバイスライセンスからユーザライセンスモデルへ変更。 ボリュームライセンス管理にはライセンス証明書方式が採用され、 ファイルメーカー社に対して定期的にライセンス利用状況が送られると同時に、 契約更新やライセンスの追加注文をすると、 ライセンス情報が自動的に書き換えられる仕組みが採用された。 FileMaker data migration tool をFDSメンバー向けに公開。 |
| 2019 | 5  | FileMaker Pro 18 Advanced, Go 18, Server 18         | FileMaker, Inc.           | データインポートのための新しいユーザインターフェース 起動時に特定のカスタム App を開く URLにfmp18スキーマを使用してファイルを開く ファイルバージョンの比較 スクリプトエラーログ 新しいセキュリティアクセス管理 プラグインセキュリティの機能強化 デフォルトのファイルアクセス保護 FileMaker Go 対応バーコード追加 FileMaker Server Admin API サポート 新元号「令和」対応済（FileMaker17〜15はアップデートにより令和対応済） |
| 2020 | 5  | Claris FileMaker Pro 19, Go 19, Server 19           | Claris International Inc. | 2020 年より、これまでの年次バージョンアップにかわり、より頻繁に製品リリースが行われる。 バージョン 19.0.1： - JavaScript の統合 - Claris ID および外部アイデンティティ プロバイダ (IdP) アカウント認証 - macOS ダークモードのサポート - 32-bit OS および Windows 7 をサポート対象外に - FileMaker Go での NFC タグの読み込み - 機械学習モデルを構成 - Siri ショートカットをサポート バージョン 19.1.2： - 新テーマ「アペックスブルー」が提供され、デフォルトに - JavaScript で作成された 9 種のアドオンが追加 - FileMaker Server が Linux CentOS に対応 |
| 2021 |    | Claris FileMaker Pro 19, Go 19, Server 19           | Claris International Inc. | バージョン 19.2.1： - ファイル間でのプラグインアクセスの制御 - ホストされているファイルで検索をキャンセルすると即時に検索が停止される - FileMaker Server 16 以降からアップグレードインストールが可能に - FileMaker Server において Java11 および HTTP/2 のサポート バージョン 19.3.1： - Apple シリコンのネイティブサポート - Windows 上で Web ビューアの描画に Microsoft Edge (Chromium) を使用する - FileMaker Server が Ubuntu Linux に対応（CentOS には非対応） - Admin API の強化 バージョン 19.4.1： - macOS Monterey のショートカット機能をサポート - カスタム OAuth アイデンティティプロバイダをサポート - セッション識別子の設定・参照 - FileMaker Server Admin Console へのアクセスにポート443を使用するように（ポート16000は廃止） |
| 2022 |    | Claris FileMaker Pro 19, Go 19, Server 19           | Claris International Inc. | バージョン 19.5.1： - FileMaker Server が Ubuntu 20.04 LTS をサポート - fmp URL のセキュリティ強化 - iOS 15、iPadOS 15、macOS Monterey のテキスト認識アルゴリズムを使用して、オブジェクトフィールドの画像からテキストを取得 |
| 2023 |    | Claris FileMaker Pro 2023, Go 2023, Server 2023     | Claris International Inc. | バージョン 20.1.1：【FileMaker Pro 2023 の バージョン番号は 20 となる 】 - [OnWindowTransaction] スクリプトトリガを追加 (データベースの作成、更新、削除のすべての操作を追跡) - [メール送信] にて OAuth 2.0 サポート - [Claris Connect フローをトリガ] スクリプトステップを追加 - FileMaker Server でホストできるファイル数 256 までに拡大 - FileMaker WebDirect 同時アクセス 1,000 クライアントまでに拡大 - GetLiveText 関数 日本語対応 |
| 2024 |    | Claris FileMaker Pro 2024, Go 2024, Server 2024     | Claris International Inc. | バージョン 21.1.1：【FileMaker Pro 2024 の バージョン番号は 21 となる 】 - AI 連携 LLM（大規模言語モデル）サポート - セマンティック検索 - WebViewer での WebRTC サポート - HTTPS トンネリングのサポート - JSONMakeArray関数 - GetLiveTextAsJSON 関数 - [ローカル通知を構成] スクリプトステップで FileMaker Pro に対応 - (FileMaker WebDirect) モバイルブラウザでタッチキーボード対応 - (FileMaker Server) 新規ユーザの接続をブロック - (FileMaker Server) Let’s Encrypt システムスクリプト - (FileMaker Go)あらゆるバイナリファイル形式をオブジェクトフィールドに取り込み可能になる - (FileMaker Go)起動時に指定したファイルを自動的に開くことができる                                                                                        |